# Корф, Павел Павлович
Барон Па́вел Па́влович Корф (нем. Paul Reinhold Georg von Korff; 23 апреля [5 мая] 1845—9 августа 1935) — действительный тайный советник (1912), обер-церемониймейстер (1912), руководитель (обер-церемониймейстер) церемониальной части Министерства императорского двора (1899—1917), глава Экспедиции церемониальных дел (1912—1917).
Происходил из рода Корфов. Крупный землевладелец (в 1915 году в его владении — 6000 десятин земли в Ямбургском уезде Санкт-Петербургской губернии).

## Биография
Сын Павла Ивановича Корфа; родился в Новгороде 23 апреля (5 мая) 1845 года.
Учился на юридическом факультете Санкт-Петербургского университета (1861), затем в Берлинском университете (1862—1865), где получил степень доктора прав и в 1866 году был причислен к канцелярии Учредительного комитета в Царстве Польском.
С 1871 года — исполняющий должность помощника юридического советника Плоцкого губернского правления; в 1872 году причислен к Министерству внутренних дел, с 1873 года — чиновник особых поручений при Министерстве государственных имуществ.
В мае 1877 года был удостоен придворного звания «в должности церемониймейстера», с 28 мая 1883 года — церемониймейстер; 9 апреля 1889 года был произведён в действительные статские советники; 12 января 1900 года был пожалован вторым обер-церемониймейстером Двора с производством в тайные советники; 6 декабря 1912 года назначен первым обер-церемониймейстером Двора с производством в действительные тайные советники.

## Семья
Был женат с 11 декабря 1882 года на Марии Константиновне Корф (1862/1863—1941), дочери К. Н. Корфа. Их дочь Мария, была замужем за генералом А. П. Буковским

## Награды
российские
- орден Святого Станислава 1-й ст. (1899)
- орден Святой Анны 1-й ст. (1903)
- орден Святого Владимира 2-й ст. (1905)
- орден Белого Орла (1910)
- медаль «За труды по устройству крестьян в Царстве Польском»
- медаль «В память коронации императора Александра III»
- медаль «В память царствования императора Александра III»
- медаль «В память коронации Императора Николая II»
- медаль «В память 100-летия Отечественной войны 1812»
- медаль «В память 300-летия царствования дома Романовых»

иностранные
- бухарский орден Золотой Звезды (1893)
- прусский орден Короны 2-й ст. со звездой (1898)
- румынский орден Звезды 2-й ст. (1898)
- персидский Орден Льва и Солнца 1-й ст. (1902)
- французский Большой офицерский крест ордена Почётного легиона (1902)
- итальянский орден Короны 1-й ст. (1902)
- шведский Большой командорский крест ордена Полярной звезды (1911)
- сербский орден Святого Саввы 1-й ст. (1912)
- китайский орден Двойного Дракона 2-го кл. 1-й ст. (1912)
- бухарский орден Короны «Тадж» (1912)

## Источник
- Корф Павел Павлович на сайте «Хронос»